# Táncház

Táncház

Ein Táncház [ˈtaːnʦhaːz] ist ein ungarisches Tanzhaus. Damit bezeichnet man nicht den Ort, sondern die Feierlichkeit an sich.

## Táncház oder ungarisches Tanzhaus
In einem ungarischen „Tánc-ház“ oder „Tanz-Haus“ treffen sich seit Jahrhunderten junge und alte Menschen, um gemeinsam zu tanzen, zu musizieren und ihre bäuerliche Tradition zu pflegen. Das Tanzhaus ist ein wichtiger Teil des ungarischen Volksbrauchs, die Musik und die Tänze sind eng verknüpft mit den für den bäuerlichen Menschen bedeutsamen Lebensereignissen wie Hochzeit, Geburt, Weinlese, Einberufung zum Militär usw. Junge Burschen mieten eine geeignete Scheune oder ein Haus und engagieren eine Musikgruppe aus der Umgebung. Ursprünglich wurden die Tänze in einer durch die Tradition des entsprechenden Dorfes vorgegebenen Reihenfolge gespielt und getanzt.
Jede Gegend, teilweise sogar jedes Dorf (z. B. Szék) hatte seine eigene charakteristische Musik (z. B. Széki), seine eigenen charakteristischen Tänze, und teilweise auch seine charakteristischen Instrumente (z. B. Székibass).
Nach der „Tanzhausbewegung“ in die Städte hinein wurden in den städtischen Tanzhäusern viele Tänze verschiedensten Ursprungs gespielt und getanzt. Dies erforderte, dass vor Beginn des freien Tanzens stets durch ein tanzerfahrenes Paar Tanzunterricht gegeben wurde, die sogenannte Táncház-Methode. Beim Tanzunterricht wird steter Tanzpartnerwechsel gefordert. Heute wird das städtische Tanzhaus als sozialer Treffpunkt, Freizeitspaß, Fitnessprogramm oder als Kult angesehen.

## Die ungarische Tanzhausbewegung
Seit Anfang der 1970er Jahre gab es Musiker und Tänzer, die sich wie Béla Bartók etliche Jahre zuvor für diese individuelle Musik und diese Tanzvielfalt interessierten. Führende Köpfe waren unter anderen Ferenc Sebö und Béla Halmos. Insbesondere in der Zeit der Unterdrückung durch ein kommunistisches Regime war das Interesse an den Ursprüngen der ungarischen Kultur recht groß. Daraus wurde schnell eine wahre Tanzhaus-Bewegung im ganzen Land und später durch das Wirken von Exilungarn und Musikinteressierten weit darüber hinaus.
International bekannt wurde die ungarische Tanzhaus-Musikgruppe Muzsikás und ihre Sängerin Márta Sebestyén mit Auftritten in der berühmten Carnegie-Hall. Márta Sebestyén ist die Sängerin des Titelliedes des Films Der englische Patient, eines ungarischen Volksliedes.
In Budapest finden allabendlich viele Tanzhäuser und Folkkneipen statt. Im Sommer finden jährlich 80 bis 100 Musik- und Tanz-Camps z. B. Métatabor statt.
Einmal jährlich findet in Budapest im Rahmen des Budapester Frühlingsfestivals in der Sportarena ein Treffen aller Tanzhausmusik- und Tanzhaustanzgruppen, das Tanzhaustreffen „Országos Táncháztalálkozó és Kirakodóvásár“ statt. Es zieht jährlich über 10.000 Tänzer und Musiker (Stand 2012) an. Auf dem Festivalgelände spielen auf den verschiedenen Bühnen, in den Räumen und Gängen und dem Folkkneipenbereich bis zu 50 Volksmusikgruppen unabhängig voneinander gleichzeitig. In der Hauptarena tanzen bis zu 1000 Tänzerinnen und Tänzer gleichzeitig.

## Tanzhauskultur in Deutschland
Das erste regelmäßige ungarische Tanzhaus in Westeuropa wurde 1977 durch die ungarische Musik- und Tanzgruppe CINEGE in Köln eingeführt. Das Ensemble wurde von ungarischen Emigranten gegründet. CINEGE nahm als einzige Gruppe aus Deutschland am ersten großen Tanzhaustreffen „Táncháztalálkozó“ 1982 in Budapest teil. Mittlerweile gibt es ungarische Tänzhäuser oder Folkkneipen in allen größeren deutschen Städten.
Im Jahre 1984, zwei Jahre nach dem ersten „Táncháztalálkozó“ in Budapest, zu Zeiten des Eisernen Vorhangs, hat Ludger „Lui“ Henrichs, in Zusammenarbeit mit den Kultur- und Tourismusämtern der Städte Köln und Bonn, dem WDR und anderer Sponsoren das erste Ungarische Tanzhaustreffen „Táncháztalálkozó“  in Westeuropa in Köln und Bonn organisiert. Es trafen sich Musiker und Tänzer aus Ungarn, Rumänien, Österreich, Schweiz und Deutschland, darunter bekannte Größen wie Zoltán Zsuráfszky „Zsura“, László Porteleki „Poros“, Zoltan Farkas „Batyu“, Pál Havasreti, Gerzson Peter Kovacs „Boka“ und Ferenc Biro. Diese Veranstaltung wurde vom WDR 1985 ausgestrahlt, moderiert von Herbert Schneider „Kaktusz“, Primas der Gruppe CINEGE.
In den heutigen ungarischen Tanzhäusern in München, Stuttgart, Köln, Ulm, Nürnberg, Mainz, Frankfurt, Berlin, usw. wird traditionelles ungarisches Volksliedgut live gespielt, aus Ungarn und Siebenbürgen: Mezöség, Szék, Szatmár, Dunántul, Kalotaszeg, Vajdaszentivány, Szászcsávás usw. Dazu wird nach Anleitung eines erfahrenen Tanzpaares getanzt und gesungen.
Man muss nicht perfekt tanzen und musizieren können, wenn man mitmachen möchte. Die Tanzhäuser bieten mit dieser Praktizierung und Weitergabe der Tänze und der Musik eine unterhaltsame wie auch lehrreiche Freizeitbeschäftigung, die zudem den Gemeinsinn stärkt, was im Jahre 2011 zur Anerkennung der Tanzhausmethode als Beispiel Guter Praxis der Erhaltung immateriellen Kulturerbes durch die UNESCO führte.

## Táncház-Methode
Die Táncház- oder Tanzhaus-Methode ist ein ungarisches Modell zur Überlieferung von immateriellem Kulturerbe, das 2011 in das UNESCO-Register guter Praxisbeispiele aufgenommen wurde. Die Táncház-Methode zeigt beispielhaft, wie lebendige kulturelle Ausdrucksformen in einem losen Netzwerk vermittelt werden können. Die Táncház-Methode steht für die aktive Überlieferung bäuerlicher Volkstänze aus dem östlichen Ungarn und Transsylvanien mitsamt der zugehörigen Musik. Táncház bietet in ganz Ungarn jedem und jeder, unabhängig von Alter, Vorerfahrungen oder Können, die Möglichkeit, traditionelle Tänze und Musik in einem ungezwungenen Umfeld zu erlernen und aktiv zu praktizieren. Im Unterricht der Tanzschulen, aber auch Kunst- und Volkshochschulen und allgemeinbildenden Schulen, werden traditionelle Lernmethoden (Lernen durch Nachahmung) mit moderner Pädagogik (Lernen durch die Analyse von bestimmten Schritten und Bewegungen) gemischt.

## Folkkocsma oder ungarische Folkkneipe
Eine Folk-kocsma oder ungarische Folk-Kneipe ist ein Táncház, in dem weniger der Tanz als die Musik im Vordergrund steht. Es gibt hierbei kein Vortänzerpaar und keine Tanzanleitung. Wie beim Táncház-Tanzhaus versteht man unter der Folkkocsma-Folkkneipe nicht die Örtlichkeit, sondern die Veranstaltung an sich. In den ungarischen Folkkneipen, auch in München, Stuttgart, Ulm, Mainz, Frankfurt, Berlin usw. wird angepasst an die Wünsche der Anwesenden traditionelles ungarisches Volksliedgut live gespielt und gesungen. Dazu kann getanzt werden. Musikalische Anfänger spielen traditionsgemäß unter der Anleitung der Fortgeschrittenen im Hintergrund mit, häufig auch ohne Notenkenntnisse.

## Typischer Ablauf eines Táncház
Ein Táncház hat einen typischen Ablauf. Die Zeiten sind variabel.
Beispiel:
18:00 – 19:00 Uhr Gyerektáncház  (Kindertanzhaus) mit Musik, auch Kindermusikern
Kindertänze, Reigen, Lieder, Brauchtumsspiele unter Anleitung
19:00 – 21:00 Uhr Tanzanleitung mit Musik (Táncház-Methode)
Das Tanzhaus leitende Paar lehrt den Tanzstil und die Tanzordnung aus einem ausgewählten Dorf (z. B. „Magyarpalatka“) oder einer Gegend (z. B. „Dunantuli“) Ungarns oder Siebenbürgens. In der Regel werden Männer und Frauen zu Anfangs getrennt voneinander unterrichtet.
21:00 – 24:00 Uhr Freier Tanz
Es werden, durch Pausen unterbrochen, nach beliebiger Entscheidung der Tanzleiter mehrere Tanzordnungen gespielt. Die meisten Tanzordnungen im Tanzhaus enthalten die Elemente Langsamer Csárdás (Csárda=Gaststätte; Csárdás=Tanz in der Gaststätte), Schnellerer Csárdás und Burschentanz, daneben werden unter anderen auch Kreistänze, Anwerbungstänze und Vierertänze aufgespielt.
24:00 – 02:00 Uhr Folkkocsma-Folkkneipe
Es wird weniger getanzt als musiziert, gesungen und getrunken (Kocsma=Kneipe).
Besonderheiten:
Sind im Tanzhaus mehrere Musikgruppen anwesend, spielt eine Gruppe für die Tanzenden auf der zentralen Tanzfläche auf, die anderen Musiker beginnen parallel an einem etwas abgelegen separaten Ort, oft in der Nähe der Getränkeausgabe schon wesentlich früher mit der folkkocsma.
Ursprünglich durch Exilungarn ins Leben gerufen, sind die sogenannten Ungarischen Bälle „Magyar Bál“ in einigen Ballungszentren in Europa zu finden. Im Rahmen dieser Bälle finden feierliche Tanzhäuser statt, zu denen die Besucher sich in typische Trachten kleiden.

## Verzeichnis der Táncház-Tänze und Tanzordnungen
Die ursprünglichen Tanzordnungen jeder Gegend, manchmal jedes Dorfes unterscheiden sich mehr oder weniger voneinander. In den heutigen Tanzhäusern werden je nach „aktueller Mode“ die unten aufgeführten Tanzordnungen gespielt.
Beispiele jeder Tanzordnung finden sich in der umfangreichen Film-Sammlung (2000 Tänze im Jahr 2013) des Tanzhausdokumentators Lajos Zagyi aus Budapest, dort findet sich ebenfalls eine Sammlung der táncház-Musikgruppen und táncház-Musikern.
| Tanzordnung      | Ursprungsdorf oder -gegend | Namen der Tanzelemente |
| ---------------- | --- | --- |
| Dunantuli        | Transdanubien-Dunantul, Sárköz, Somogy. Bogyíszló, Szekszár, Bataszék, Tolna, Kaposvár                                                 | Ugros (Sprungtanz) / Csárdás (Paartanz) / Friss (Schneller Paartanz) |
| Mezöségi         | Magyarpalatka, Maygarszovát, Vajdakamarás, Visa, Báré, Buza, Mezögyéres, Mezökeszü                                                     | Magyar oder Négyes (Vierertanz) / Sürü magyar (Schneller Burschentanz) / Ritka magyar (langsamerer Burschentanz) / Akasztós oder Lassú cigánytánc (langsamer Paartanz) / Ritka Csárdas (schneller werdender Paartanz) / Szökös oder Batuta (Schneller Paartanz) / Sürü csárdás (extrem schneller Paartanz) / Korcsos (Schneller Paartanz oder Burschentanz) |
| Széki            | Szék, Felszek, Forrószeg, Csipkeszeg                                                                                                   | Sürü (Schneller Burschenkreistanz) / Ritka (Burschenkreistanz) / Négyes (Vierertanz) / Lassu (Langsamer Paartanz) / Csárdas (Schneller Paartanz) / Porka (Polka) / Hétlépes (Siebenschritt) |
| Füzesi           | Ördöngösfüzes | - |
| Vajdaszentiványi | Vajdaszentivány | Verbunk (Burschentanz) / Sebes fordulo (Paartanz) / Lassu csárdás(langsamer Paartanz) / Korcsos oder Maroszszéki forgatos (beschleunigender Paartanz) / Cigánycsárdás (schneller Paartanz) / Batuca (schneller Paartanz) |
| Kalotaszegi      | Kalotaszentkiraly, Bánffyhunyad, Gyalu, Magyarlóna, Szucsák, Méra, Egeres, Bogártelke, Magyargyerösásárhely, Kispetri, Inaktelke, Türe | Csárdás (Paartanz) / Szapora (Schneller Paartanz) / Legényes (Einzelburschentanz) / Verbunk (Burschentanz) |
| Vásáruti         | - | - |
| Küküllömenti     | 40 Dörfer um Bethlenszentmiklós, Küküllővár, Dicsőszentmárton, Balavásár                                                               | Lassú csárdas (Langsamer Paartanz) / Gyors csárdás (Schneller Paartanz) / Szökő / Sűrű verbunk, Legéngyes (Burschentanz) / Magyaros / Pontozó / Féloláhos / Lassú pontozó, Szegényes oder Vénes (Burschentanz) vgl. Szászcsávási |
| Szászcsávási     | Szászcsávás | Sürü verbunk (Schneller Buschentanz) / Lassu pontozó (langsamer Buschentanz) / Csárdás (Paartanz) / Székely verbunk (früher Burschentanz, heute auch Paartanz) / féloláhos (Männertanz)/ Szökö (Schneller Paartanz) vgl. Küküllömenti |
| Péterlaki        | - | - |
| Rábaközi         | - | Verbunk (Burschentanz) / Dus oder Ugros (Sprungtanz) / Lassu csárdás (Langsamer Paartanz) / Friss Csárdas (Schneller Paartanz) |
| Szatmári         | Szatmárnémeti, Nagyecset, Nagykároly                                                                                                   | Verbunk (Buschentanz) / Csárdás (langsamer Paartanz) / Friss Csárdás (Schneller Paartanz) / Oláhos (Burschentanz) |
| Bonchidai        | Bonchida, Válaszut, Kolosborsa, Kendilón, Nagyiklod                                                                                    | Ritka magyar (Burschenkreistanz) / Sürü magyar (Schneller Burschentanz)/ Invirtita (Langsamer Paartanz)/ Lassu csárdás (Langsamer Paartanz) / Sürü Csárdás (Schneller Paartanz) |
| Marosmenti       | - | - |
| Gyimesi          | Gyimesfelsőlok, Gyimesközéplok, Gyimesbükk                                                                                             | féloláhos (Burschentanz) / Verbunk (Burschentanz) / Lassu nagyaros (Langsamer Paartanz) / Sebes magyaros (Schneller Paartanz) / Lassu und Sebes csárdás (Paartanz) / Héjsza (Kreissprungtanz) |
| Méhkeréki        | - | - |
| Galgamenti       | - | - |
| Moldvai          | - | - |
| Szásznagyvesszős | Szásznagyvessző | Csárdás (Paartanz) / Szökő (Schneller Paartanz)/ Pontozó (Sehr schneller Männertanz) / Féloláhos (Männertanz) / Szekely Verbunk (Männertanz, auch Paartanz) / Szegényes oder Vénes (Burschentanz) / Mahala (Bauchtanzähnlicher Einzeltanz) |
| Zoboraljai       | - | - |
| Délalföldi       | - | - |
| Nagysajói        | - | - |
| Magyarszovati    | - | - |
| Palóc            | - | - |
| Székekyföldi     | - | - |
| Örköi            | - | - |
| Fekeltelaki      | - | - |
| Szilágysági      | - | - |
| Magyarbecei      | - | - |
| Sóvideki         | - | - |
| Bodrogközi       | - | - |
| Gömöri           | - | - |
| Adamosi          | - | - |
| Magyarlapadi     | - | - |
| Bödi             | - | - |

## Im Táncház-Tanzhaus verwendete Musikinstrumente
Tanzordnungen haben ihre spezifischen Musikinstrumente. Ihre Spielweise und die Kombinationen sind oft charakteristisch für eine Gegend. In den heutigen Tanzhäusern in den Städten wird dies weniger berücksichtigt.
- Geige, Violine (Hegedű)
- Fünfsaitige Geige, eine mitschwingende Saite
- Zwei- oder dreisaitiger kleiner Kontrabass (Székibőgő)
- Dreisaitiger- oder viersaitiger Kontrabass (Nagybőgő)
- Dreisaitige Bratsche, Steg abgeflacht (Háromhúros Brácsa, Kontra)
- Viersaitige Bratsche
- Viersaitige Bratsche, drei Saiten auf einer Ebene
- Zither (Citera)
- Hackbrett, Zymbal (Cimbalom)
- Maultrommel (Doromb)
- Gardon, Schlagbassgeige, Schlagcello (Ütőgardon)
- Hirtenflöte (Kaval)
- Kernspaltflöte (Furulya)
- Querflöte (Fuvola)
- Klarinette
- Akkordeon
- Dudelsack (Duda)
- Drehleier (Tekerőlant)
- Trommel (Dob)
- Laute (Koboz)
- Tamburica
- Klarinette (Tárogató)